# Кызылтоган
Кызылтоган (каз. Қызылтоған) — село в Коксуском районе Жетысуской области Казахстана. Входит в состав Алгабасского сельского округа. Находится на реке Биже. Код КАТО — 194835200.

## Население
В 1999 году население села составляло 668 человек (333 мужчины и 335 женщин). По данным переписи 2009 года, в селе проживал 691 человек (335 мужчин и 356 женщин).